# Wendell & Vinnie
Wendell & Vinnie ist eine US-amerikanische Sitcom, die zum ersten Mal am 16. Februar 2013 in den Vereinigten Staaten auf Nickelodeon ausgestrahlt wurde. Die Hauptrollen spielen Jerry Trainor aus iCarly und Buddy Handleson aus Shake It Up – Tanzen ist alles.

## Handlung
Der 30-jährige Vinnie Bassett übernimmt die Vormundschaft seines 12-jährigen Neffen Wendell, nachdem dessen Eltern gestorben sind. Nach einem Unfall Wendells muss dieser ins Krankenhaus, woraufhin Vinnies Schwester Wilma, die das Sorgerecht für Wendell für sich selbst haben möchte, ihn beim Jugendamt meldet. Bei einer Kontrolle wird entschieden, dass Wendell bei seinem Onkel bleiben darf. Wegen seiner speziellen Hobbys ist Wendell sehr unbeliebt bei seinen Mitschülern, doch Vinnie versucht das zu ändern.

## Figuren
Vincent Jay „Vinnie“ Bassett
ist 30 Jahre alt, aber doch das wahre Kind der beiden. Er spielt gern Videospiele und muss auch hin und wieder ins Krankenhaus, wenn er Sachen anstellt, beispielsweise Münzen verschluckt hat. Nachdem Wendells Eltern gestorben sind, erhält er auf deren Wunsch hin das Sorgerecht für seinen Neffen. Er erkennt, dass sie sich für ihn als Sorgeberechtigten entschieden haben, um ihm eine Chance zu geben, denn aus Wendell würde etwas werden, egal bei wem er wohnt.
Wendell Bassett
ist ein intelligenter, 12-jähriger Junge, der bei seinem Onkel Vinnie wohnt, da seine Eltern gestorben sind. Er hat für sein Alter recht ungewöhnliche Hobbys wie Scrapbooking und freut sich über eine neue Unterhose mehr als über ein Spielzeug. Wendell ist anfangs bei seinen Mitschülern unbeliebt, was Vinnie zu ändern versucht.
Wilma Bassett
ist Vinnies ältere Schwester. Sie ist Anwältin und macht keinen Hehl daraus, dass sie lieber das Sorgerecht für Wendell hätte, da sie ihren Bruder für verantwortungslos hält, und meldet ihn sogar beim Jugendamt.
Taryn
ist Vinnies neue Nachbarin. Sie zog nach ihrer Scheidung aus Houston, Texas in die Wohnung gegenüber. Sie ist eine gute Freundin von Vinnie und hilft ihm bei der Jugendamtsinspektion, nachdem Vinnie mit ihr ausgehen wollte, und sie abgelehnt hat.
Lacy
ist Wendells beste Freundin, die er beim Nachsitzen kennenlernt. Sie droht ihm erst, zeigt dann aber, dass sie nicht wirklich gemein ist. Sie wollte nur vor den anderen Schülern beim Nachsitzen stark wirken.

## Produktion
Am 2. August 2012 bestellte Nick at Nite eine 20 Folgen umfassende erste Staffel der Serie, die jedoch ab dem 16. Februar 2013 auf Nickelodeon ausgestrahlt wurde. Die erste Folge hatte 2,34 Millionen Zuschauer und war damit die meistgesehene Kabelproduktion des Tages. Nachdem die Serie nach 14 ausgestrahlten Episoden im Juni 2013 vom Sendeplan genommen worden war, entschied man sich Mitte August 2013 die Serie einzustellen. Die restlichen sechs Episoden wurden vom 18. August bis zum 22. September 2013 ausgestrahlt.

## Besetzung und Synchronisation
Die deutsche Synchronisation erfolgt durch die Synchronfirma EuroSync GmbH in Berlin, wobei Andi Krösing Dialogregie führt.
| Rolle           | Darsteller         | Hauptrolle (Folgen) | Nebenrolle (Folgen) | Synchronsprecher |
| --------------- | ------------------ | ------------------- | ------------------- | ---------------- |
| Vinnie Bassett  | Jerry Trainor      | 1–20                |                     | Julien Haggège   |
| Wendell Bassett | Buddy Handleson    | 1–20                |                     | Andreas Wittmann |
| Wilma Bassett   | Nicole Sullivan    | 1–20                |                     | Uschi Hugo       |
| Taryn           | Haley Strode       | 1–20                |                     | Ilona Brokowski  |
| Lacy            | Angelique Terrazas |                     | 2–20                |                  |

## Staffelübersicht

### Ausstrahlung
| Staffel   | Episoden | Erstausstrahlung (USA)             | Deutschsprachige Erstausstrahlung (D/A/CH) |
| --------- | -------- | ---------------------------------- | ------------------------------------------ |
| Staffel 1 | 20       | 16. Februar bis 22. September 2013 | seit dem 4. Oktober 2014                   |

### Episodenliste
| Nr. | Deutscher Titel               | Originaltitel                        | Erstausstrahlung USA | Deutschsprachige Erstausstrahlung (D/A/CH) | Regie                  | Drehbuch                         | Zuschauer (USA) | Prod. Code |
| --- | ----------------------------- | ------------------------------------ | -------------------- | ------------------------------------------ | ---------------------- | -------------------------------- | --------------- | ---------- |
| 1 | Nachbarn & Unfälle            | Vinnie & Wendell                     | 16. Feb. 2013        | 4. Okt. 2014                               | John Fortenberry       | Jay Kogen                        | 2,34 Mio.       | 101        |
| Vinnie, der sorgeberechtigt für seinen 12-jährigen Neffen Wendell ist, lädt seine neue Nachbarin Taryn zu einem Date ein, das sie jedoch ablehnt. Nachdem Wendell von seinen Mitschülern gemobbt wird, möchte Vinnie dessen Coolness verbessern, indem er ihm Skateboardfahren beibringt. Dabei verletzt sich Wendell und muss ins Krankenhaus, woraufhin Vinnies Schwester Wilma das Jugendamt informiert. Taryn hilft Vinnie, sich auf die Kontrolle des Jugendamtmitarbeiters vorzubereiten, der dann entscheidet, das Sorgerecht vorerst bei Vinnie zu belassen. |                               |                                      |                      |                                            |                        |                                  |                 |            |
| 2 | Arrest & Keksröllchen         | Rule Breakers & Date Makers          | 23. Feb. 2013        | 19. Okt. 2014                              | Adam Weissman          | Matt Fleckenstein                | 2,38 Mio.       | 106        |
| Um ein Date mit der gutaussehenden, stellvertretenden Schulleiterin, Miss Pimmentel, zu ergattern, bittet Vinnie Wendell darum, in der Schule Ärger zu machen. Der Plan scheint aufzugehen und sie macht tatsächlich einen Hausbesuch bei Vinnie und die beiden kommen sich näher. Er entscheidet sich jedoch, lieber Wendell vom Nachsitzen zu retten, aus Angst dass er von seinen Mitschülern drangsaliert wird, jedoch ist es Wendell mithilfe von Lacy, einem Mädchen vom Nachsitzen, gelungen den Respekt der anderen Teilnehmer zu erlangen. |                               |                                      |                      |                                            |                        |                                  |                 |            |
| 3 | Goldlöckchen & 2 Anwältinnen  | Mock Law & Order                     | 2. März 2013         | 5. Okt. 2014                               | John Fortenberry       | Steven James Meyer               | 2,31 Mio.       | 102        |
| Im Rahmen eines Schulprojektes, das den Schülern helfen soll etwas über Verhandlungen zu lernen, verteidigt Wendell seine Mitschülerin Goldilocks in einem Scheinprozess. Während er versucht Wahrheit und Gerechtigkeit zu finden, kommen Vinnie und Wilma ihm in die Quere. |                               |                                      |                      |                                            |                        |                                  |                 |            |
| 4 | Abra & Kadabra                | Abra & Cadabra                       | 9. März 2013         | 1. Nov. 2014                               | Victor Gonzalez        | Andrew Hill Newman               | 2,38 Mio.       | 109        |
| Wendell möchte sich in seiner Freizeit mit Zaubertricks beschäftigen, jedoch möchte Vinnie dies nicht, da es peinliche Erinnerungen an seinen eigenen erfolglosen Versuch als Amateur-Zauberer weckt. |                               |                                      |                      |                                            |                        |                                  |                 |            |
| 5 | Valentinstag & Cupcakes       | Valentines & the Cultural Experience | 16. März 2013        | 18. Okt. 2014                              | Rob Schiller           | Steve Skrovan                    | 2,10 Mio.       | 105        |
| Wendell sucht Rat bei Vinnie und fragt ihn, wie man ein Mädchen nach einer Verabredung für den Valentinstag bittet. |                               |                                      |                      |                                            |                        |                                  |                 |            |
| 6 | Hunde & Fahrräder             | Big Dogs & Bicycles                  | 30. März 2013        | —                                          | Leonard R. Garner, Jr. | Steve Skrovan                    | 1,40 Mio.       | 110        |
| Vinnie und Wilma möchten Wendell bei einer Geldsammelaktion für die Schule helfen, um ein Fahrrad zu gewinnen. Die beiden versuchen herauszufinden, wer von ihnen die meisten Schokoriegel verkaufen kann. Sie wenden dabei die Verkaufsstrategie der Bassetts an, bei der sie die Kunden anlügen, um so mehr verkaufen zu können. Wendells beste Freundin Lacy bezeichnet ihn deshalb als Schummler, woraufhin er versucht die Schokoriegel ehrlich zu verkaufen. Da es ihm aber nicht gelingt, erzählt er, dass er ein Waise ist, und kann so fünf Schachteln verkaufen. Schließlich gewinnt Wendell die Aktion, da er die meisten Schokoriegel verkaufen konnte. Das Fahrrad schenkt er jedoch Lacy, da er findet, dass sie es verdient hat. |                               |                                      |                      |                                            |                        |                                  |                 |            |
| 7 | Wendell & die Schlummerparty  | Wendell & The Sleepover              | 6. Apr. 2013         | 12. Okt. 2014                              | Rob Schiller           | Susan Beavers                    | 1,64 Mio.       | 104        |
| Da Wendell noch immer neu und unbeliebt an seiner Schule ist, möchte Vinnie ihm dabei helfen neue Freunde zu finden. Wilma und er laden deshalb mehrere Jungen zu einer Pyjamaparty ein. Um diese bei Laune zu halten kommt Vinnie auf die Idee, dass sie alle mit Spielzeuggewehren gegeneinander kämpfen. Als ein Feuer in Taryns Küche ausbricht, weiß Wendell sofort was zu tun ist und verdient sich so die Anerkennung der anderen. |                               |                                      |                      |                                            |                        |                                  |                 |            |
| 8 | Baseball & üble Dates         | Baseball & Bad Dates                 | 2. Mai 2013          | 11. Okt. 2014                              | Jon Rosenbaum          | Harry Hannigan                   | 1,56 Mio.       | 103        |
| Vinnie möchte, dass Wendell sich für Baseball interessiert, und erzählt ihm, dass ihre ganze Familie schon immer Dodger-Fans gewesen sind. Wendell möchte jedoch lieber ein Yankees-Fan sein, da diese das erfolgreichste Team in der Geschichte des Baseballs sind. Als Vinnies Freunde, die wie er Dodger-Fans sind, sich mit ihm das Baseballspiel ansehen, kommt Wendell in seiner Yankees-Uniform dazu, was den anderen überhaupt nicht gefällt. Sie fordern Vinnie dazu auf, dass er Wendell wegschickt, oder sie ansonsten gehen, woraufhin er zu Wendell hält. |                               |                                      |                      |                                            |                        |                                  |                 |            |
| 9 | Väter & Söhne                 | Fathers Of Fathers & Sons            | 9. Mai 2013          | 22. Nov. 2014                              | Victor Gonzalez        | Susan Beavers                    | 1,46 Mio.       | 114        |
| Nachdem Wendell mit seiner besten Freundin Lacy Corn Dogs gestohlen hat, wird Vinnie von seinem Vater dazu gedrängt eine bessere Autoritätsperson zu sein. Da Wendells Großvater meint, dass Lacy einen schlechten Einfluss auf ihn hat, beginnt Wendell sich mit einer Gruppe von Snobs zu treffen. Vinnie findet jedoch, dass Wendell durch sie sehr arrogant wird, und erteilt ihm deshalb Hausarrest. |                               |                                      |                      |                                            |                        |                                  |                 |            |
| 10 | Einsammeln & Absetzen         | Pick-Ups & Drop-Offs                 | 16. Mai 2013         | 30. Nov. 2014                              | Rob Schiller           | Harry Hannigan                   | 1,32 Mio.       | 117        |
| Wendell und Vinnie versuchen an einer Fahrgemeinschaft mit einigen Schülern aus Wendells Schule teilzunehmen. Währenddessen überredet Wilma Taryn dazu Klage gegen ein Getränkeunternehmen einzureichen. |                               |                                      |                      |                                            |                        |                                  |                 |            |
| 11 | Die Holländer & Wir           | The Dutch & Us                       | 23. Mai 2013         | 26. Okt. 2014                              | Victor Gonzalez        | Elliott Owen                     | 1,46 Mio.       | 108        |
| 12 | Krank & abgeschlagen          | Sick & Tired                         | 30. Mai 2013         | 23. Nov. 2014                              | Rob Schiller           | Matt Fleckenstein                | 1,12 Mio.       | 115        |
| 13 | —                             | Lost & Found                         | 6. Juni 2013         | —                                          | Jay Kogen              | Allan Rice                       | 1,35 Mio.       | 118        |
| 14 | Schwindel & Vinnie            | Swindle & Vinnie                     | 13. Juni 2013        | 13. Dez. 2014                              | Victor Gonzalez        | Jay Kogen                        | 1,32 Mio.       | 120        |
| 15 | Vinnie & die Kröte            | Vinnie & The Toad                    | 18. Aug. 2013        | 8. Nov. 2014                               | Rob Schiller           | Shawn Simmons                    | 1,10 Mio.       | 111        |
| 16 | Vinnie & der neue Freund      | Vinnie & The Man Crush               | 25. Aug. 2013        | 16. Nov. 2014                              | Leonard R. Garner, Jr. | Laurie Parres                    | 0,76 Mio.       | 113        |
| 17 | Mütter & Gärten               | Of Mothers & Gardens                 | 1. Sep. 2013         | 25. Okt. 2014                              | Adam Weissman          | Max Burnett                      | 0,77 Mio.       | 107        |
| 18 | Schlaue Frauen & dumme Männer | Smart Girls & Dumb Guys              | 8. Sep. 2013         | 15. Nov. 2014                              | Rob Schiller           | Chuck Hayward                    | 0,97 Mio.       | 112        |
| 19 | Wendell’s & Vinnie’s          | 15. Sep. 2013                        | —                    | Victor Gonzalez                            | Shawn Simmons          | —                                | 119             |            |
| 20 | Erste Tänze & letzte Chancen  | First Dances & Last Chances          | 22. Sep. 2013        | 29. Nov. 2014                              | Rob Schiller           | Max Burnett & Andrew Hill Newman | —               | 116        |